# La Labor de la Concepción
La Labor de la Concepción är en ort i Mexiko.   Den ligger i kommunen Mexticacán och delstaten Jalisco, i den centrala delen av landet, 400 km nordväst om huvudstaden Mexico City. La Labor de la Concepción ligger 1 729 meter över havet och antalet invånare är 126.
Terrängen runt La Labor de la Concepción är kuperad åt sydväst, men åt nordost är den platt. Runt La Labor de la Concepción är det glesbefolkat, med 19 invånare per kvadratkilometer. Närmaste större samhälle är Nochistlán, 15,9 km norr om La Labor de la Concepción. I omgivningarna runt La Labor de la Concepción växer huvudsakligen savannskog.